# Electorado de Tréveris
El Electorado de Tréveris (en alemán: Erzstift und Kurfürstentum Trier o simplemente Kurtrier) fue uno de los 7 electorados originales del Sacro Imperio Romano Germánico, es decir, uno de los 7 Estados del Sacro Imperio cuyos soberanos tenían la potestad de elegir al emperador. El Electorado de Tréveris era un principado eclesiástico. Al frente del mismo se encontraba como príncipe elector el arzobispo católico de Tréveris.
La existencia de un dominio territorial bajo jurisdicción de los arzobispos de Tréveris se remonta a la época carolingia y se prolonga hasta el decreto imperial denominado Reichsdeputationshauptschluss a comienzos del siglo XIX. En el momento de su máxima extensión, el Electorado comprendía aproximadamente el territorio situado en el curso de los ríos Mosela y Lahn. Su capital era la ciudad de Tréveris, aunque a finales del siglo XVIII los arzobispos establecieron su residencia en la ciudad de Coblenza, a orillas del Rin.
Desde finales del siglo XII y principios del siglo XIII, el Colegio de Electores que elegía al rey de Romanos y desde el siglo XVII, al emperador electo del Sacro Imperio Romano Germánico, estaba constituido por los arzobispos de Maguncia, Tréveris y Colonia, el Rey de Bohemia, el Conde Palatino del Rin, el Duque de Sajonia y el margrave de Brandeburgo.

## Historia

### Creación
El Electorado de Tréveris se constituyó durante el Imperio romano, más concretamente en el siglo III. La ciudad de Tréveris era en aquel momento una de las más importantes del Imperio. Desde el siglo VI se convierte en arzobispado, bajo cuya jerarquía se sitúan los obispados de Metz, Toul y Verdún. Durante la época carolingia, los arzobispos de Tréveris comenzaron a formar un patrimonio territorial, como hicieron otros tantos príncipes de la Iglesia. Hay que diferenciar el territorio que pertenece como dominio territorial a los arzobispos de Tréveris, denominado en alemán Erzstift (patrimonio arzobispal), de su ámbito de jurisdicción espiritual, es decir, del Obispado. Los límites del Arzobispado eran en general más amplios que los del Erzstift del arzobispo, mientras que algunos territorios pertenecientes al Erzstift, en cambio, quedaban fuera de la jurisdicción espiritual del Arzobispo de Tréveris y dependían del Arzobispado de Colonia.

### Desarrollo territorial

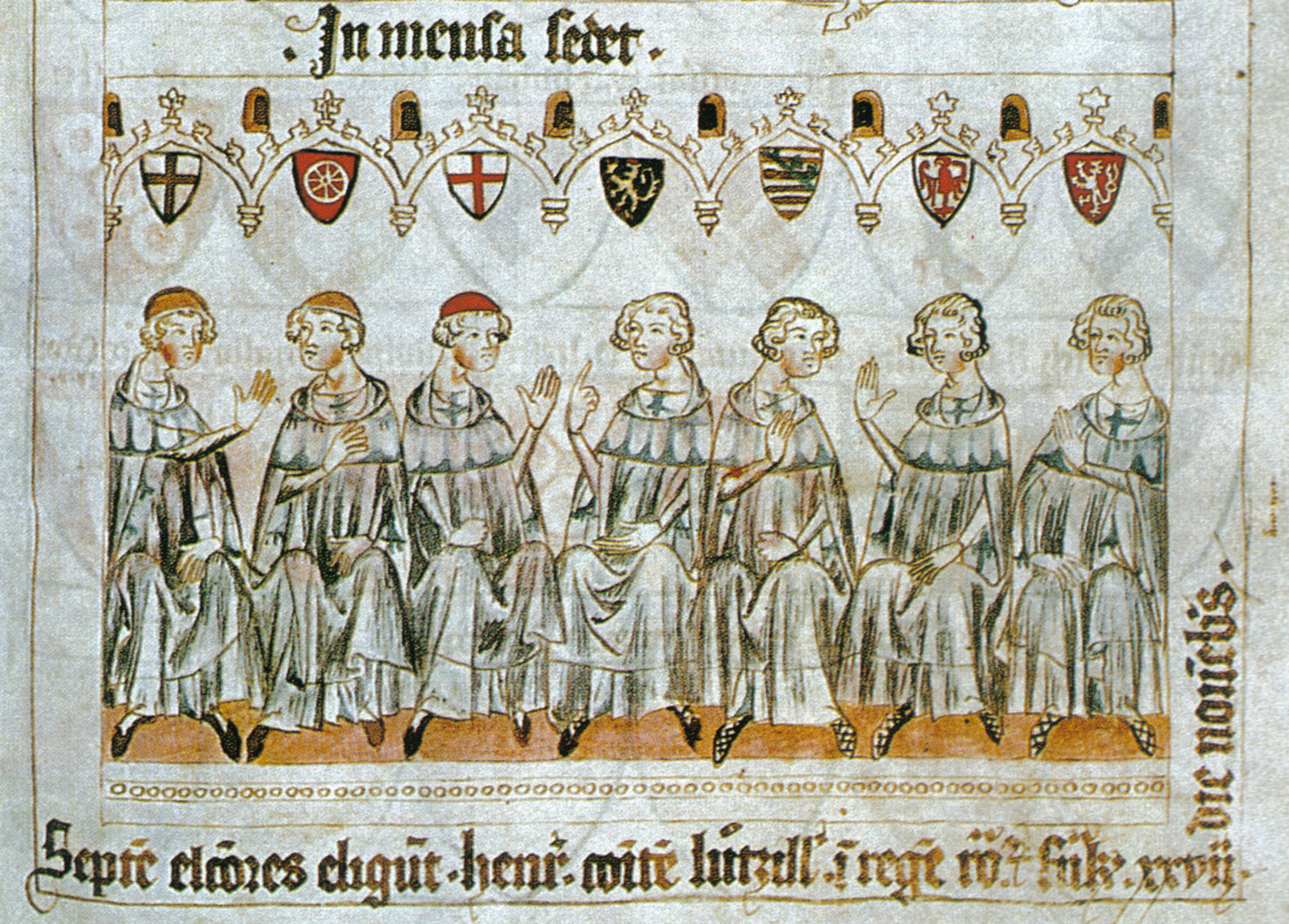
Los siete príncipes electores eligen a Enrique VII de Luxemburgo rey de Alemania y emperador del Sacro Imperio. Los príncipes electores, reconocibles por sus escudos, son de izquierda a derecha, los arzobispos de Colonia, Maguncia y Tréveris, el conde del Palatinado, el duque de Sajonia, el margrave de Brandeburgo y el rey de Bohemia.

Desde 902 los arzobispos de Tréveris fueron también los señores de la ciudad en la que estaba la sede episcopal. Hasta comienzos del siglo XI, el estado arzobispal se limitó a los territorios situados en torno a la ciudad de Tréveris, denominado con posterioridad obere Erzstift (Alto patrimonio arzobispal). Este fue ampliado en 1018 cuando el emperador Enrique II entregó al arzobispo Poppo von Babenberg la ciudad de Coblenza con el patrimonio imperial circundante. El territorio situado en la confluencia del Rin y el Mosela y en el bajo Westerwald formaría el llamado untere Erztift (Bajo patrimonio arzobispal). En el siglo XII, los arzobispos se hicieron con el territorio de la Abadía de St. Maximin y con los derechos que tenían los condes del Palatinado dentro de su obispado.
A partir del año 1198 los Arzobispos de Tréveris pertenecen al Colegio de Electores del Imperio. Como los otros dos príncipes electores eclesiásticos, los arzobispos de Tréveris eran cancilleres de una de los tres Reichsteile (partes del Imperio). Los Arzobispos eran archicancilleres de Borgoña, pero este cargo fue perdiendo importancia a medida que los territorios francófonos y más occidentales del Sacro Imperio Romano Germánico quedaban fuera de sus fronteras, dejando finalmente el título vacío de contenido.
Bajo el gobierno del arzobispo Balduino de Luxemburgo, el más destacado de los príncipes electores de Tréveris, el Electorado consiguió unir territorialmente entre 1307 y 1354 el Alto y el Bajo Erzstift. Esto se logró, en parte, mediante acciones militares. En 1309, el emperador Enrique VII de Luxemburgo entregó a su hermano Balduino, que era el arzobispo de Tréveris, la ciudad de Oberwesel. En los años siguientes, el Electorado ganó más territorios en el Eifel, Hunsrück, Westerwald y Taunus. Con la obtención del Condado de Virneburg en 1545 y de la Abadía de Prüm en 1576 se puede decir que el desarrollo territorial del Electorado tocó a su fin. El Electorado consistía en un territorio bastante compacto, aunque contenía numerosos enclaves en su interior. Se extendía desde el curso más bajo del río Sarre en la localidad de Merzig, las dos orillas del Mosela hasta Coblenza y remontaba el curso del río Lahn hasta Montabaur y Limburgo del Lahn.
En el año 1669, el gobierno del Electorado estableció una legislación común a todo el territorio. La residencia arzobispal se trasladó en 1629 desde Tréveris, que se había vuelto una localidad peligrosa por su localización, al castillo de Philippsburg, en la parte central del territorio del Electorado. En 1786 esta se volvió a trasladar al Castillo del Príncipe Elector en Coblenza.

### Desaparición del Electorado
Bajo el gobierno del último príncipe elector de Tréveris, el arzobispo Clemens Wenzeslaus von Sachsen, la ciudad de Coblenza se convirtió en el punto de reunión de los nobles exiliados franceses y en un importante foco contrarrevolucionario. En 1794, durante la Primera Guerra de Coalición, el Ejército Revolucionario francés ocupó la mayor parte del Electorado. Los territorios del Electorado situados en la margen izquierda del Rin fueron anexionados en 1801 a Francia y divididos entre los recién creados departamentos de Sarre, con capital en Tréveris y Rin y Mosela con capital en Coblenza. Los territorios del Electorado que se hallaban en la margen derecha del río Rin, fueron entregados por los franceses a su aliado Nassau-Weilburg.
Después de los turbulentos años de las Guerras napoleónicas, el Congreso de Viena no restituyó el principado eclesiástico, sino que entregó la mayoría de su territorio a Prusia, donde formó parte de la provincia de Renania. Desde 1947, el territorio del antiguo Electorado forma parte del estado federado de Renania-Palatinado. En el escudo de dicho estado aparece la cruz roja del Electorado de Tréveris.

## Príncipes Electores de Tréveris

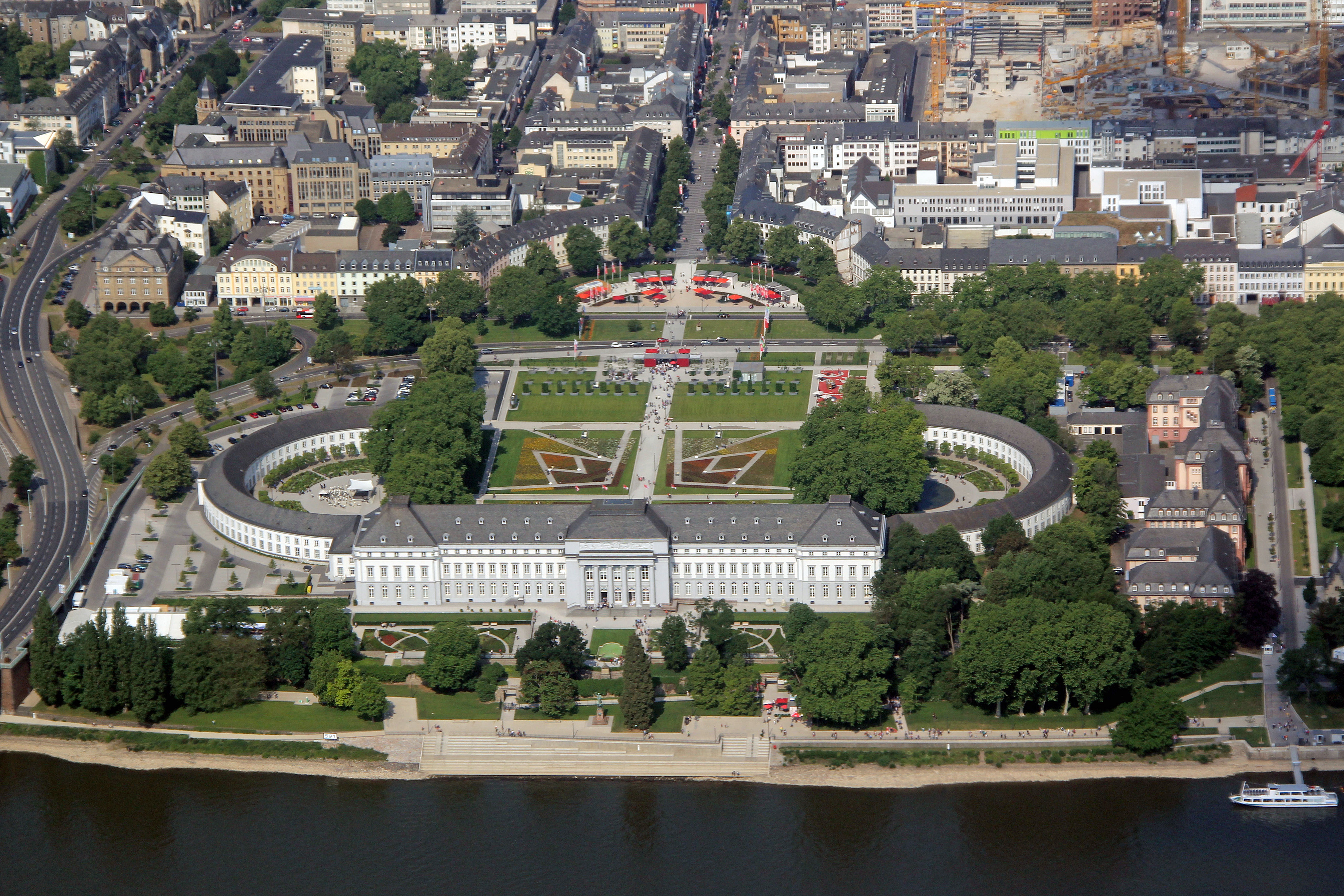
Castillo del príncipe elector en Coblenza.

| Nombre                            | desde | hasta |
| --------------------------------- | ----- | ----- |
| Johann I                          | 1190  | 1212  |
| Dietrich II von Wied              | 1212  | 1242  |
| Arnold II von Isenburg            | 1242  | 1259  |
| Heinrich II von Finstingen        | 1260  | 1286  |
| Boemund I von Warnesberg          | 1289  | 1299  |
| Diether von Nassau                | 1300  | 1307  |
| Balduin von Luxemburg             | 1307  | 1354  |
| Bohemundo II de Tréveris          | 1354  | 1361  |
| Kuno II von Falkenstein           | 1362  | 1388  |
| Werner von Falkenstein            | 1388  | 1418  |
| Otto von Ziegenhain               | 1418  | 1430  |
| Hrhabanus von Helmstadt           | 1430  | 1438  |
| Jakob I von Sirk                  | 1439  | 1456  |
| Johann II. von Baden              | 1456  | 1503  |
| Jakob II. von Baden               | 1503  | 1511  |
| Richard von Greiffenklau          | 1511  | 1531  |
| Johann III von Metzenhausen       | 1531  | 1540  |
| Johann IV Ludwig von Hagen        | 1540  | 1547  |
| Johann V von Isenburg             | 1547  | 1556  |
| Johann VI von der Leyen           | 1556  | 1567  |
| Jakob III von Eltz                | 1567  | 1581  |
| Johann VII von Schönenberg        | 1581  | 1599  |
| Lothar von Metternich             | 1599  | 1623  |
| Philipp Christoph von Sötern      | 1623  | 1652  |
| Karl Kaspar von der Leyen         | 1652  | 1676  |
| Johann VIII Hugo von Orsbeck      | 1676  | 1711  |
| Carlos José de Lorena             | 1711  | 1715  |
| Francisco Luis de Neoburgo        | 1716  | 1729  |
| Franz Georg von Schönborn         | 1729  | 1756  |
| Johann IX Philipp von Walderdorff | 1756  | 1768  |
| Clemente Venceslao de Sajonia     | 1768  | 1803  |